# Горіхове (Житомирський район)
Горі́хове (раніше також Оріхове, Оріхівка) — село в Україні, у Харитонівській сільській територіальній громаді Житомирського району Житомирської області. Чисельність населення становить 135 осіб (2001). У 1923 році — адміністративний центр колишньої однойменної сільської ради. До 1939 року — хутір.

## Населення
Відповідно до результатів перепису населення СРСР, кількість населення станом на 12 січня 1989 року становила 158 осіб. Станом на 5 грудня 2001 року, відповідно до перепису населення України, кількість мешканців села становила 135 осіб.

## Історія
До 1923 року входив до складу Водотиївської волості Радомисльського повіту Київської губернії. У 1923 році увійшов до складу новоствореної Оріхівської сільської ради Водотиївської волості; адміністративний центр ради. 16 січня 1923 року підпорядкований Продубіївській сільській раді, яка 7 березня 1923 року увійшла до складу новоутвореного Брусилівського району Білоцерківської округи. 13 березня 1925 року, в складі сільської ради, переданий до Коростишівського району Житомирської округи. У 1939 році віднесений до категорії сіл, у 1941—44 роках — центр окремої сільської управи.
11 серпня 1954 року, внаслідок об'єднання сільських рад, село підпорядковане Щигліївської сільської ради Коростишівського району Житомирської області. 2 вересня 1954 року, відповідно до рішення Житомирського облвиконкому № 1087 «Про перечислення населених пунктів в межах районів Житомирської області», передане до складу Шахворостівської сільської ради Коростишівського району.
2 листопада 2018 року увійшло до складу новоутвореної Харитонівської сільської територіальної громади Коростишівського району Житомирської області. Від 19 липня 2020 року, разом з громадою, в складі новоствореного Житомирського району Житомирської області.